# アンソニー・パウエル (衣裳デザイナー)
アンソニー・パウエル（Anthony Powell, 1935年6月2日 - 2021年4月16日）はイングランドのChorlton-cum-Hardy出身の映画衣裳デザイナー。
これまでアカデミー衣裳デザイン賞を3度（1972年、1978年、1980年）受賞している。『テス』などロマン・ポランスキー作品の衣裳でも知られている。ブロードウェイでも活躍しており、1963年にトニー賞衣装デザイン賞を受賞している。

## 作品
- ビッグ・アメリカン Buffalo Bill and the Indians, or Sitting Bull's History Lesson (1976)
- ナイル殺人事件 (1978年の映画) Death on the Nile (1978) ※アカデミー衣裳デザイン賞、英国アカデミー賞衣装デザイン賞受賞
- テス Tess (1979) ※アカデミー衣裳デザイン賞受賞
- 地中海殺人事件 Evil under The Sun (1982)
- インディ・ジョーンズ/魔宮の伝説 Indiana Jones and the Temple of Doom (1984)
- ポランスキーの パイレーツ Pirates (1986)
- フランティック Frantic (1988)
- インディ・ジョーンズ/最後の聖戦 Indiana Jones and the Last Crusade (1989)
- フック Hook (1991)
- 101 101 Dalmatians (1996)
- アベンジャーズ The Avengers (1998)
- ナインスゲート The Ninth Gate (1999)
- 102 102 Dalmatians (2000)
- ミス・ポター Miss Potter (2006)